# 第136师团
第136师团（Dai-hyakusanjūroku Shidan）是日本帝国陆军的一个步兵师团。它的代号是不拔兵团（Fubatsu Heidan） 。该师团于1945年7月10日在本溪组建。师团的核心是第2（绥芬河）（或第3）、第4（虎林）边防大队、第46运输警卫大队和第77独立混成旅。

## 行动
第136师团的组建于1945年7月31日完成，该师团仅60%的士兵持有武器。为了弥补武器的缺乏，没有武器的士兵都配有手矛。此外，该师团还有师级医疗队、化学和生物战部队，但来不及组建。 第136师团还缺乏反坦克炸药。
1945年8月9日苏联入侵满洲之初，该师团在本溪改建防御工事。接到出动命令后，大部份部队都聚集在沈阳。此外，空降（突击）营被派往文圣区，第372步兵团的两个营被派往辽阳。
此外，随着入侵的开始，辽宁新民的有美空降（突击）营也被编入第136师团。此外，原属于第108师团的水间支队也被接收并奉命前往沈阳。1945年8月13日，师级工事计划获得批准，第371步兵团被派回本溪建筑工事。
战争结束后，该师于1945年8月19日部分解除武装，留下约15%的武器用于安全任务。1945年8月20日，师长（中山笃）和其他日本将领在沈阳被苏联红军抓走。整个师于1945年9月10日被苏联军队俘虏，并被送往劳改营。
1945年9月至1946年2月期间，第136师团的大多数人被俘到苏联，然后被安置在西伯利亚和莫斯科的几个劳改营中。